# Hong Kong et Macao
Hong-Kong et Macao est un récit de voyage de Joseph Kessel paru en 1957.

## Résumé
Joseph Kessel raconte le voyage qu'il a effectué à Hong Kong et Macao, il y décrit la misère omniprésente dans ces deux territoires et les moyens dont les habitants usent pour s'en dépetrer (trafic d'opium, d'enfants, prostitution). Dans son voyage, il sera aidé par Harry Ling et Georges à Hong Kong (tous deux métis sino-britannique) et par Manoel à Macao, lui métis sino-portugais.